# Astrebla
Astrebla is een geslacht van xerofyte grassen uit de grassenfamilie (Poaceae). De soorten komen alleen voor in Australië.

## Soorten
- Astrebla elymoides F.Muell. ex F.M.Bailey
- Astrebla lappacea (Lindl.) Domin
- Astrebla pectinata (Lindl.) F.Muell. ex Benth.
- Astrebla squarrosa C.E.Hubb.